# Kuppholmen
Kuppholmen ist eine Insel im Byfjord in der norwegischen Provinz Rogaland. Sie gehört zum Stadtteil Hundvåg der Stadt Stavanger.

## Geographie
Die Insel ist der größeren Insel Midtholmen südöstlich vorgelagert und ist von ihr zum Teil nur 35 Meter entfernt. Kuppholmen erstreckt sich langgezogen von Südwesten nach Nordosten über 170 Meter bei einer Breite von bis zu ungefähr 60 Metern und erreicht eine Höhe von bis zu 15 Metern. Die felsige Schäreninsel ist nur karg bewachsen.

## Geschichte
Bis zum Jahr 1909 gehörte Kuppholmen zum auf der Insel Langøy gelegenen Bauernhof. Dann erwarben die Eheleute Martin Knudsen und Else Olava Midtholmen und die dazu gehörenden Inseln, darunter auch Kuppholmen. Auf Midtholmen wurde ein Bauernhof errichtet, von dem aus Kuppholmen als Schafweide genutzt wurde. 1957 endete die ständige Wohnnutzung Midtholmens. 1985 wurde auch Kuppholmen dann Eigentum der Stadt Stavanger.
Am 16. März 2002 verunglückte bei Kuppholmen ein Segelboot. Bei dem Unfall fiel ein 52-Jähriger ins Wasser und verstarb. Da man weitere Menschen im Wasser vermutete, suchten zwei Hubschrauber nachts die Gegend ab. Der Unfall erregte aufgrund eines tragischen Missverständnisses Aufsehen. Praktisch zeitgleich ereignete sich ein weiterer Unfall an einer ebenfalls Kuppholmen heißenden, aber etwa fünf Kilometer weiter nördlich liegenden Insel. Die für diesen zweiten Unfall eingehenden Notrufe wurden von den Rettungskräften versehentlich, aufgrund der Namensgleichheit und der Ähnlichkeit der weiteren Umstände, dem anderen Unfall zugeordnet, so dass ein Rettungseinsatz für den weiter nördlich verunglückten 53-jährigen unterblieb, der acht Stunden später dann tot aufgefunden wurde.